# Morsum Klev
Morsum Klev (dansk), Morsum Kliff (tysk) eller Muasem Klef (nordfrisisk) er en 1.800 meter lang og op til 21 meter høj kystklint på vadehavsøen Silds østkyst. Den strækker sig fra Hindenburgdæmningen i øst til landsbyen Morsum i vest. Den er det eneste sted i det nuværende Tyskland, hvor skillelinjen mellem lag fra Pliocæn og Miocæn kan ses. Morsum Klev indeholder lag af blandt andet kaolinsand, limonitsand, glimmerler og alunjord. Klinten er naturfredet område. I forbindelse med planlægningen af Hindeburgdæmningen var der planer om at hente en del af byggematerialet til dæmningen fra klinten. Det lykkedes modstanderne af planen at få det 43 hektar store område fredet i  1923. 
Ifølge lokale sagn har Morsum Klev sin røde farve fra et underjordisk folk, som før husede her (som på sildfrisisk kaldes for Önereersken). Ved foden af klinten findes undertiden (især efter stormfloder) fossiler af snegle, muslinger eller fisk. Området omkring klinten rummer desuden et større antal af gravhøje fra bronzealderen.

## Turisme
Stien begynder ved parkeringspladsen, hor der er toiletter og informationstavler over turområdet. Hvis man følger skiltene, kommer man ved enden af den velplejede sti til en udsigtsplatform med  udsigt over Morsum Klev og det derunder liggende Vadehav. En trætrappe fører ned til kystklinten, hvor man følger en sti som går mod vest parallelt med klinten. Her vandrer man gennem et geologisk unik naturområde med jordlagene i  mange forskellige farver. Ved siden af klinten kan man vandre gennem et ligeså farveintensivt hedelandskab. Det er forbudt at samle fossiler og at bestige den stejle klitkyst.

## Galleri
- Informationstavle
- Oversigtsplan
- Morsum Klev
- Kleven med digesvalens ynglehuller
- Hindenburgdæmningen, set fra Morsum Kliff

## Morsum Klev i maleri
- Eugen Bracht Küste auf Sylt (Morsum-Kliff), 1897
- Hinrich Wrage Morsumkliff, Sylt, 1902, Museumsberg
- Carl Arp Küstenlandschaft auf Sylt (Morsumkliff), 1905